# 拉谢斯博杜安
拉谢斯博杜安（法語：La Chaise-Baudouin，法語發音：[la ʃɛz bodwɛ̃]）是法国芒什省的一个市镇，属于阿夫朗什区。

## 地理
拉谢斯博杜安（48°45'49"N, 1°14'13"W）面积12.06 平方千米，位于法国诺曼底大区芒什省，该省份为法国西北部沿海省份，西、北、东北三面环大西洋，东起顺时针与卡爾瓦多斯省、奧恩省、马耶讷省和伊勒-维莱讷省接壤。
与拉谢斯博杜安接壤的市镇（或旧市镇、城区）包括：拉特里尼泰、谢朗塞勒埃龙、利瓦圣母村、圣乔治德利瓦、圣让迪科拉伊-德布瓦、圣尼古拉德布瓦、勒帕尔克、塞河畔蒂尔皮耶。

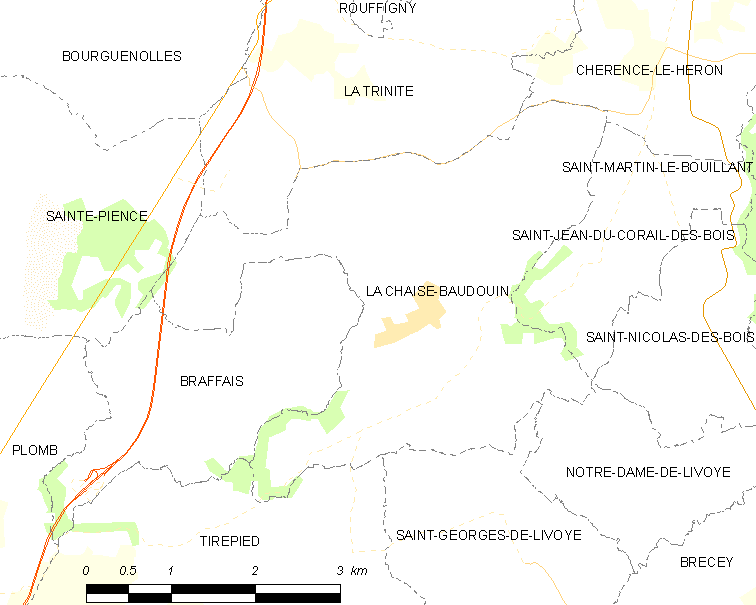
拉谢斯博杜安的OSM定位图

拉谢斯博杜安的时区为UTC+01:00、UTC+02:00（夏令时）。

## 行政
拉谢斯博杜安的邮政编码为50370，INSEE市镇编码为50112。

## 政治
拉谢斯博杜安所属的省级选区为伊西尼-勒比阿县。

## 人口

1962-2008年间拉谢斯博杜安人口变化图示

拉谢斯博杜安于2022年1月1日时的人口数量为443人。